# Воробьёвка (Тамбовская область)
Воробьёвка — упразднённая в 2018 году деревня в Гавриловском районе Тамбовской области. Входила в состав Чуповского сельсовета.

## География
Воробьёвка находилась в восточной части Тамбовской области, в лесостепной зоне, в пределах Приволжской возвышенности, на берегах реки Ирка, примерно в 800 метрах от деревни Булыгино.

### Климат
Климат умеренно континентальный, относительно сухой, с холодной продолжительной зимой и тёплым летом. Средняя температура воздуха самого холодного месяца (января) — −11,3 °C (абсолютный минимум — −43 °C); самого тёплого месяца (июля) — 19,7 °C (абсолютный максимум — 39 °С). Среднегодовое количество атмосферных осадков составляет около 500 мм. Продолжительность залегания снежного покрова составляет в среднем 140 дней.

## История
Упразднена официально Постановлением Тамбовской областной Думы от 21 декабря 2018 года № 830 «Об исключении населенных пунктов из учетных данных административно-территориального устройства Тамбовской области».

## Население
| 2002 | 2010 |
| ---- | ---- |
| 15   | ↘0   |

## Инфраструктура
Было личное подсобное хозяйство.

## Транспорт
Просёлочная дорога.